# زكي الصالح
زكي الصالح (22 نوفمبر 1970 -) هو لاعب كرة قدم دولي سابق والمديرالتنفيذي بنادي القادسية ومدير المنتخب السعودي الأول والمدير التنفيذي بنادي الأهلي والمدير التنفيذي بنادي التعاون  ومدير الكرة بنادي الإتفاق.

## حياته ونشأته
زكي إبراهيم الصالح مواليد 1970 في مدينة الدمام شرق السعودية.نادي الاتفاق

## مسيرته
لعب زكي في نادي الاتفاق السعودي خلال فترة الثمانيانات الميلادية في متوسط خط الدفاع, قبل أن يهجر كرة القدم في نهاية التسعينات, وفي عام 2000 عاد لبيته الاتفاق ولكن كمدير للفريق الأول واستمر بالعمل في الاتفاق حتى عام 2009.
وكان قد استقال في بداية الالفية الثانية والتحق بمجال التحليل مع قناة أوربت قبل أن يعود مجدداً لفارس الدهناء - لقب نادي الاتفاق - ولكن عام 2009 كانت نهاية قصته في العمل مع النادي.
ليعود مجدداً لمجال التحليل مع القناة الرياضية السعودية, قبل أن يصدر الاتحاد السعودي لكرة القدم قراراً بتكليفه كمدير للمنتخب الأول ابتداء من عام 2013م.
وزكي حصل على الكثير من الإنجازات مع نادي الاتفاق, فهو قد حقق مع الاتفاق أكثر من خمس بطولات, كما شارك مع منتخب الشباب في كاس العالم 87 بتشيلي, ولعب مع المنتخب الأول في عام 88م في كأس الخليج وكذلك في كأس آسيا بقطر.

## انتصارات

### اسهاماته مع الاتفاق
- بطولة الدوري السعودي الممتاز سنة 1408هـ.
- بطولة مجلس التعاون الخليجي بالشارقة سنة 1408هـ.
- بطولة الأندية العربية سنة 1405 و1408هـ.
- كأس الملك عام 1405هـ.
- كأس الأمير فيصل بن فهد 1410هـ.

### اسهاماته مع المنتخب السعودي
- بطولة كأس آسيا 1988 م